# Jim la Houlette
Pour l’article homonyme, voir Jim la Houlette, roi des voleurs.
Pour plus de détails, voir Fiche technique et Distribution.
Jim la Houlette est un film de procès français réalisé par André Berthomieu, sorti en 1935.

## Synopsis
Jacques Moluchet écrit des livres qui ont beaucoup de succès, mais ce n'est pas lui qui les signe. Son ami Bretonneau, qui exploite son talent, cherche un truc publicitaire pour la vente des livres. Il fait passer Moluchet pour « Jim la Houlette ». Moluchet risque d'être condamné à mort, mais son avocat l'aide à s'évader.

## Fiche technique
- Titre : Jim la Houlette
- Réalisateur : André Berthomieu, assisté de Robert Lavallée, Jean Manse
- Scénario : d'après la pièce de Jean Guitton
- Adaptation et dialogues : Jean Manse
- Décors : Pierre Schild
- Photographie : Fred Langenfeld, René Colas, Charles Suin
- Son : Robert Ivonnet
- Montage : André Versein
- Effets spéciaux : Paul Minine et Nicolas Wilcke
- Musique : Georges Van Parys
- Production : Ayres d'Aguiar
- Société de production : Gamma Films
- Distribution : Gray films
- Dates de tournage : juillet et août 1935
- Lieux de tournage : intérieurs aux Studios Eclair à Épinay-sur-Seine - extérieurs à Luzarches et L'Isle-Adam
- Tirage : Laboratoire Lianofilm
- Format : Noir et blanc - 35 mm - 1,37:1 - Son mono
- Durée : 85 minutes
- Genre : Comédie
- Date de sortie : 1er novembre 1935

## Distribution
- Fernandel : Jacques Moluchet, le nègre de l'écrivain
- Mireille Perrey : Pauline Bretonneau
- Jacques Varennes : Maître Clisson et Jim la Houlette
- Louis Florencie : Philibert Bretonneau, l'écrivain
- Henry Trévoux : l'éditeur
- Marcelle Rexiane : la bonne
- Marguerite Moreno : la marquise de La Verrière
- Jean Dax : le président du tribunal
- Jean Diener : le procureur général
- Paul Faivre : le gardien de prison
- Albert Malbert : le curé
- Gabrielle Fontan : la servante du curé
- René Génin : le gendarme à la calèche
- Eugène Stuber : le prisonnier qui reconnait Jim la Houlette
- Pierre Ferval : un inspecteur de police
- Franck Maurice
- Maurice Marceau
- Jacques Beauvais
- Paul Marthès
- Jeanne de Fava